# RM 5111–5130
Die Triebwagen der Baureihe MACfce 5111 bis 5130 waren eine Reihe von Gleichstrom-Elektrotriebwagen, die von der Società per le Strade Ferrate del Mediterraneo, Betreiber der Rete Mediterranea, auf den mit Stromschiene elektrifizierten Ferrovie Varesine eingesetzt wurden.
Die Triebwagen wurden von dem General Electric entworfen; die Kasten wurden von der Mailänder Maschinenfabrik OM in Holz gebaut. Als Konzept erinnerten sie an die Interurban-Wagen aus den USA. Der Wagen 5111 war auf der Weltausstellung Paris 1900 ausgestellt.
1905 wurden die Triebwagen von den Ferrovie dello Stato übernommen, und in der Gruppe E.10 (mit Betriebsnummern E.101 bis 120) eingereiht. Sie wurden um 1923 ausgemustert: die Antriebe wurden für den Bau der Lokomotiven der Baureihe E.620 benutzt, die Wagen blieben als Beiwagen weiterbenutzt.